# هوارد فرير
هوارد فرير (بالإنجليزية: Howard Frier)‏ مواليد 31 مارس 1976 في سوفولك، هو لاعب كرة سلة أمريكي معتزل. بدأ مسيرته الاحترافية في سنة 1998. حمل الرقم 7. يبلغ طوله 6 قدم 3 بوصة (1.9 م). لعب مع نادي تامبيرين بيرينتو لكرة السلة. اعتزل اللعب في 2011.

## الإنجازات
- الدوري الإستوني الممتاز لكرة السلة: 2004–05، 2005–06

## روابط خارجية
- هوارد فرير على موقع الدوري الأوروبي لكرة السلة (الإنجليزية)
- هوارد فرير على موقع كرة السلة الأوروبية.كوم (الإنجليزية)
- هوارد فرير على موقع كلية كرة السلة في سبورتس رفرنس.كوم (الإنجليزية)
- هوارد فرير على موقع ريلجم (الإنجليزية)
- هوارد فرير على موقع بروبوليرز (الإنجليزية)
- هوارد فرير على موقع سبورتس رفرنس (الإنجليزية)